# Hedroso (Viana del Bollo)
Hedroso (llamada oficialmente San Román de Hedroso) es una parroquia y un lugar del municipio español de Viana del Bollo, en la provincia de Orense, Galicia.

## Toponimia
La parroquia también es conocida por el nombre de San Román de Edroso.

## Organización territorial
La parroquia está formada por una entidad de población:
- Hedroso (Edroso)

## Demografía
Gráfica demográfica del lugar y parroquia de Hedroso según el INE español:
| Gráfica de evolución demográfica de Hedroso entre 2000 y 2023 |
|                                                               |
| Datos según el nomenclátor publicado por el INE.              |